# Brad Marlowe
Pour les articles homonymes, voir Marlowe.
Brad Marlowe (parfois Sean Marlowe) est un réalisateur, scénariste et producteur américain.

## Filmographie
Comme réalisateur
- 1993 : The Webbers (TV)
- 1999 : Wednesday's Child
- 2002 : Complicité fatale
- 2006 : Glass House (documentaire)

Comme producteur
- 1993 : The Webbers (TV)
- 1999 : Wednesday's Child
- 2006 : Glass House

Comme scénariste
- 1993 : The Webbers (TV)
- 1994 : Object of Obsession
- 1999 : Wednesday's Child

Comme monteur
- 2006 : Glass House